# Hinde Boujemaa
Hinde Boujemaa est une réalisatrice, scénariste et productrice de cinéma de nationalités belge et tunisienne. 

## Biographie
Fille d'un père tunisien et d'une mère belge, elle commence sa carrière tardivement à la suite de l'encouragement d'Ahmed Bahaeddine Attia[réf. nécessaire].
En 2012, elle réalise le long métrage documentaire C'était mieux demain (Ya Man Aach) qui figure en sélection officielle à la Mostra de Venise.
En 2015, elle passe à la fiction avec le court métrage Et Romeo a épousé Juliette, qui remporte le Muhr d'or du meilleur court métrage au Festival international du film de Dubaï et le grand prix du meilleur court métrage au Festival du film méditerranéen d'Alexandrie (en).
Prenant goût à la fiction, elle réalise en 2019 le long métrage Noura rêve, pour lequel elle reçoit le Tanit d'or lors des Journées cinématographiques de Carthage. Le film, une histoire d'amour dans les bas-fonds de Tunis, traite d'un triangle amoureux adultère, incarné par Hend Sabri, Lotfi Abdelli et Imen Cherif.

## Cinéma
- 2012 : C'était mieux demain
- 2015 : Et Roméo a épousé Juliette
- 2019 : Noura rêve[7]

## Récompenses et distinctions
- Journées cinématographiques de Carthage 2019 : Tanit d'or pour Noura rêve[8]
- Grand prix du Festival international du film indépendant de Bordeaux[9]